# غاوتشو (ألبوم)
غاوتشو (بالإنجليزية: Gaucho)‏ هو الألبوم الغنائي السابع لفرقة الجاز روك الأمريكية ستيلي دان، الذي صدر عام 1980. وفي نفس العام، حصلت على المركز التاسع في ترتيب مجلة بيلبورد. حاز الألبوم على جائزة غرامي، التي تُقدمها لأفضل تسجيل هندسي غير كلاسيكي عام 1981.